# Voorgespannen beton

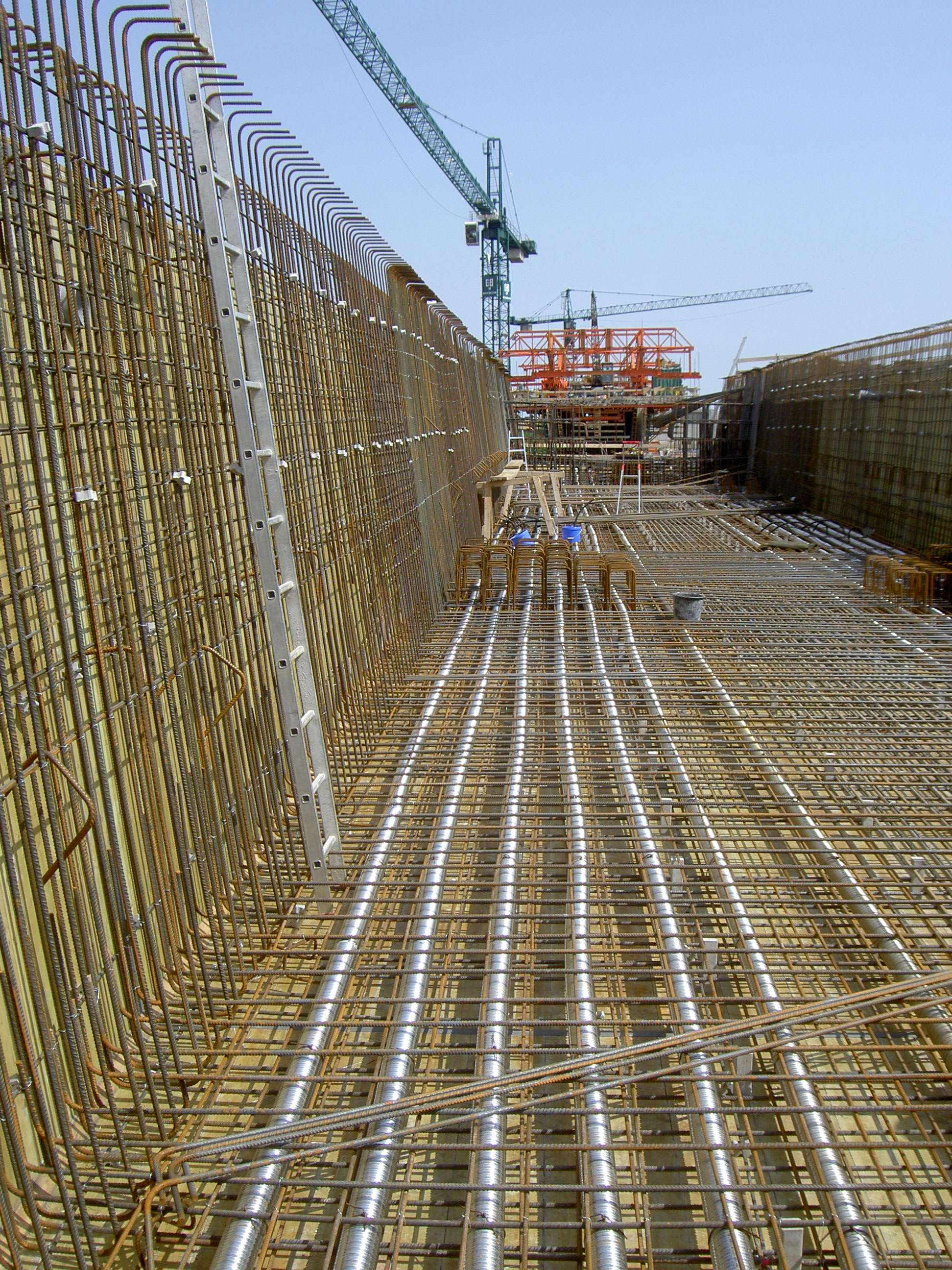
Aanbrengen van wapening en kokers voor voorspankabels in de bekisting van een brug.

Voorgespannen beton is een speciale toepassing van gewapend beton omdat een deel van de wapening wordt voorgespannen, dat wil zeggen; onder een trekkracht in het beton geplaatst. Op deze manier kan het betonnen onderdeel uiteindelijk een hogere belasting dragen.
Als uitvinder van het procédé van voorgespannen beton wordt beschouwd de Franse ingenieur Marie Eugène Léon Freyssinet.

## Basisprincipe
Beton kan erg goed tegen druk maar slecht tegen trek. Om dat te ondervangen wordt wapening toegepast. Bij voorgespannen beton wordt de toegepaste wapening van staaldraden gespannen door ze uit te rekken en deze wapening wordt aan het uiteinde van de balk verankerd. De op spanning gezette stalen draden zullen in de ligger de uiteinden van de balk naar elkaar toetrekken met als gevolg dat er een drukspanning in de balk ontstaat. Worden de spankabels op de juiste plaats in de balk aangebracht dan ontstaan juist dáár drukspanningen, waar ten gevolge van de belastingen trekspanningen zijn te verwachten. Deze worden dus geëlimineerd en het gevolg hiervan is niet alleen een kwaliteitsverbetering van het beton door het voorkomen van haarscheuren, maar ook een economischer gebruik van materiaal.

### Nadere uitwerking
De op trek belaste betondoorsnede wordt zodanig voorgespannen (onder spanning gezet) dat ook bij de grootste uitwendige belasting nog steeds een drukspanning in de hele doorsnede aanwezig is. Dit is voordelig, want beton kan zo'n 10 keer meer drukkrachten dan trekkrachten opnemen.
Bij een op twee steunpunten opgelegde, op buiging belaste balk treedt bovenaan druk op, onderaan trek. Door het aanbrengen van een centrische voorspankracht (Fv) ontstaat een drukspanning in de doorsnede van de balk. Deze drukspanning elimineert de trekspanning aan de onderkant van de balk (en versterkt de drukspanning aan de bovenkant van de balk) waardoor in de hele doorsnede een drukspanning ontstaat bij dezelfde belasting; een voor beton gunstiger situatie.
Om te voorkomen dat de drukspanning aan de bovenkant groter wordt, wordt de voorspankracht c.q. voorspankabels, Fv niet aangebracht in het midden van de balk, maar excentrisch, onder of boven de neutrale lijn, in het gebied waar anders trekspanningen zouden ontstaan.
Dit betekent dat bij balken die over meerdere steunpunten doorlopen, ter plaatse van de steunpunten de voorspankabels boven in de balk liggen, in het gebied waar een negatief moment optreedt.

## Productie
Bij een voorgespannen betonconstructie kan het staal op verschillende manieren verwerkt worden:
1. Voorspannen met voorgerekt staal (voor prefab constructies zoals balkonelementen, brugbalken, heipalen)
2. Voorspannen met nagerekt staal. Hierbij worden kokers aangebracht in de bekisting, voorspankabels worden door de kokers getrokken, beton gestort en na het verharden van het beton worden de kabels aangetrokken. De holte van de koker wordt dan opgevuld met grout.
3. Voorspanning zonder aanhechting (streng/kabel omringd door kunststof met inwendig vet aanwezig). Hierbij wordt de kabel op zijn plaats gelegd, waarna men beton stort. Nadat het beton op voldoende sterkte is gekomen, wordt aangespannen.
4. Externe voorspanning waarbij de strengen buiten de constructie worden aangetrokken.

## Relaxatie
Na verloop van tijd kan de voorspanning verloren gaan door het optreden van spanningsrelaxatie, het inverse van kruip. (toenemende / blijvende vormverandering )